# Decembrie 1995
Acest articol este generat integral pe baza informațiilor din articolul 1995 și este actualizat periodic de un robot.
 Editările făcute în articol vor fi șterse la următoarea actualizare! Dacă doriți să faceți modificări, editați articolul-sursă.

ianuarie -
februarie -
martie -
aprilie -
mai -
iunie -
iulie -
august -
septembrie -
octombrie -
noiembrie -
decembrie
Decembrie 1995 a fost a douăsprezecea lună a anului și a început într-o zi de vineri.

## Evenimente
- 1 decembrie: A fost emis pentru prima dată din seria de televiziuni Media Pro, canalul Pro TV.
- 7 decembrie: PD este primit ca membru cu drept de vot în Internaționala Socialistă.
- 8 decembrie: Premierul rus, Viktor Cernomârdin, și liderul cecen, Doku Gapurovich Zavgayev, semnează un acord ce consfințește apartenența Ceceniei la Rusia. Cecenia primește o relativă autonomie în domeniul relațiilor economice și culturale.
- 10 decembrie: Rețeaua americană de televiziune prin cablu CNN a transmis, în premieră, ceremonia de decernare a Premiilor Nobel, organizată la Primăria din Oslo.
- 19 decembrie: Se dă publicității un sondaj de opinie politică CURS realizat la cererea Fundației Soros pentru o Societate Deschisă, Ierarhia preferințelor pentru viitorul președinte al României este: Ion Iliescu - 37%, Emil Constantinescu - 19%; conform IRSOP  Ion Iliescu - 35%, Emil Constantinescu - 23%.
- 31 decembrie: Virgil Măgureanu, directorul SRI, dă publicității dosarul său (nr. 15827) întocmit de fosta Securitate din care rezultă că a fost colaborator al acestei instituții.[1]

## Nașteri
- 5 decembrie: Anthony Martial, fotbalist francez
- 14 decembrie: Álvaro Odriozola, fotbalist spaniol
- 18 decembrie: Barbora Krejčíková, jucătoare de tenis cehă
- 18 decembrie: Mads Pedersen, ciclist danez
- 19 decembrie: Nicoleta Dascălu, jucătoare de tenis română
- 24 decembrie: Anett Kontaveit, jucătoare de tenis estoniană
- 27 decembrie: Timothée Chalamet (Timothée Hal Chalamet), actor american
- 29 decembrie: Ross Lynch (Ross Shor Lynch), actor, cântăreț, muzician și dansator american

## Decese
Robertson Davies, romancier canadian (n. 1913)
Masashi Watanabe, 59 ani, fotbalist japonez (n. 1936)
Constantin Popovici, 57 ani, sculptor român (n. 1938)
Florea Fătu, 71 ani, fotbalist român (n. 1924)
Emilian Coțaga, 58 ani, medic pediatru din Republica Moldova (n. 1937)
Anatoli Diatlov, 64 ani, inginer rus (n. 1931)
Nathan Rosen, 86 ani, fizician israelian (n. 1909)
Éva László (n. Éva Hehs), 72 ani, mezzosoprană română de etnie maghiară (n. 1923)
Carl Göllner, 84 ani, istoric german (n. 1911)
James Meade (James Edward Meade), 88 ani, economist britanic, laureat al Premiului Nobel (1977), (n. 1907)
Patric Knowles, actor englez (n. 1911)
Emmanuel Levinas, 89 ani, filosof francez (n. 1906)
Dean Martin (n. Dino Paul Crocetti), 78 ani, actor, cântăreț, crooner și comedian american de origine italiană (n. 1917)
Shura Cherkassky, 84 ani, pianist american (n. 1911)
Gheorghe Cunescu, 81 ani, critic literar român (n. 1914)